# 諾西基夫卡
48°48′35″N 28°3′17″E / 48.80972°N 28.05472°E
諾西基夫卡（烏克蘭語：Носиківка），是烏克蘭的村落，位於該國西南部文尼察州，由日梅林卡區負責管轄，始建於1750年，面積30平方公里，海拔高度258米，2001年人口924，人口密度每平方公里30.8人。